# Son Seong-yoon
Dans ce nom coréen, le nom de famille, Son, précède le nom personnel.
Pour les articles homonymes, voir Son.
Son Seong-yoon (coréen : 손성윤), née le 24 août 1984 à Séoul, est une actrice sud-coréenne.
Elle fait ses débuts dans Hwang Jini de KBS. Elle est surtout connue pour son rôle dans What's Wrong with Secretary Kim de SBS TV et Touch Your Heart de tvN.
En août 2020, elle signe avec une nouvelle agence, Woongbin ENS.

## Filmographie

### Télévision
- 2011 : My Princess : Shin Mi-so
- 2016 : Hwarang : Joon-jeong
- 2017 : Because This Is My First Life :
- 2018 : What's Wrong with Secretary Kim : Kidnappeur
- 2019 : Touch Your Heart : Yoo Yeo-reum